# La acumulación del capital
La acumulación del capital. Una contribución a una explicación económica del imperialismo (en alemán: Die Akkumulation des Kapitals: Ein Beitrag zur ökonomischen Erklärung des Imperialismus) es el principal libro de Rosa Luxemburgo, publicado en 1913. Es el único trabajo que Luxemburgo publicó sobre economía durante su vida. Su conclusión de que los límites del sistema capitalista lo llevan al imperialismo y la guerra llevó a Luxemburgo a toda una vida de campaña contra el militarismo y el colonialismo.

## Estructura
Está dividido en tres secciones, como se describe a continuación:
1. El problema de la reproducción
2. Exposición histórica del problema
  1. Primer asalto: Controversias entre Sismondi – Malthus y Say – Ricardo Mac Culloch
  2. Segundo asalto: Controversia entre Rodbertus y von Kirchmann
  3. Tercer asalto: Struve-Bulgakov – Tugán-Baranovski contra Woronzof-Nicolai-on
3. Las condiciones históricas de la acumulación

## Sinopsis

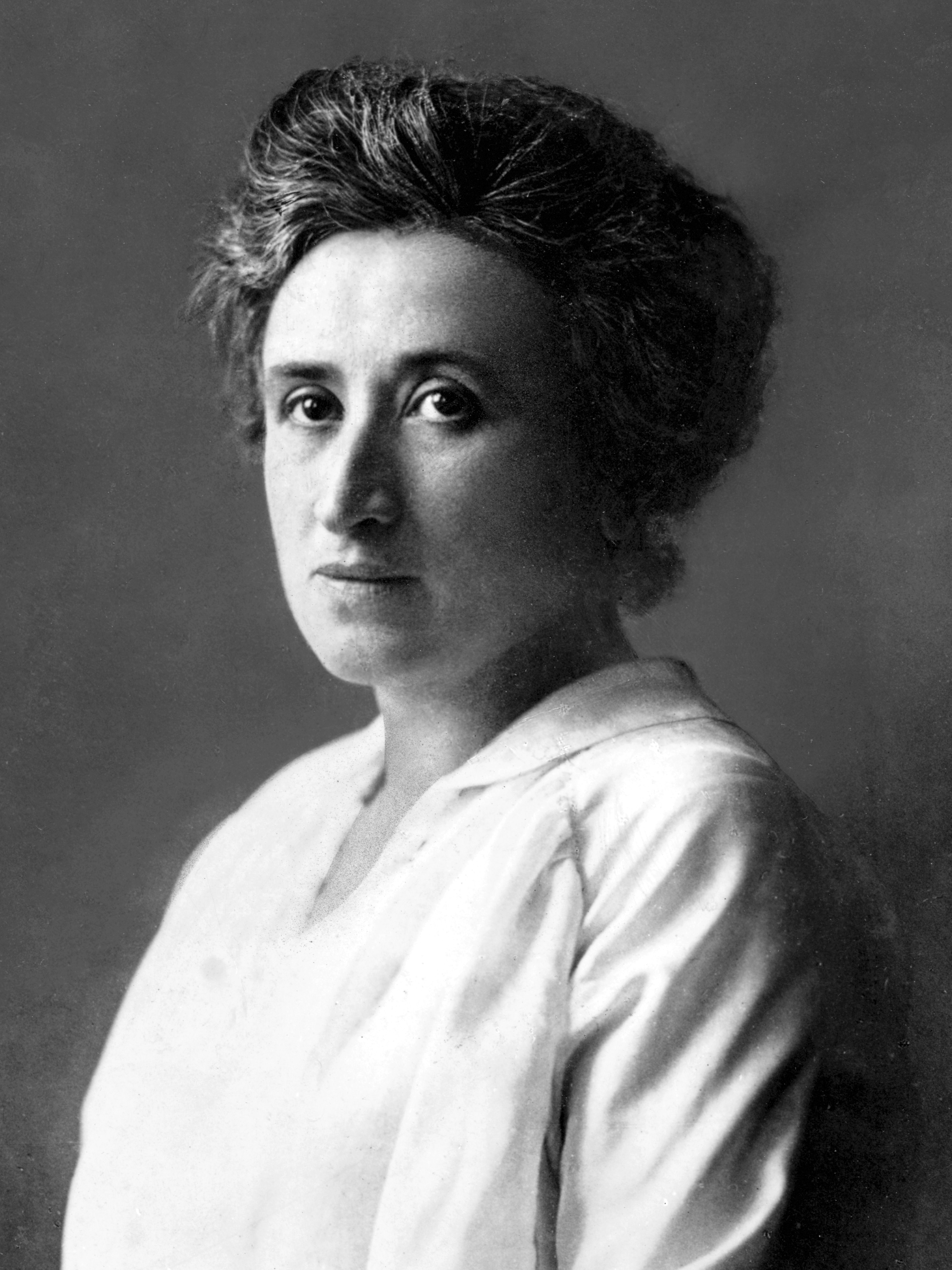
Rosa Luxemburgo.

En La acumulación del capital, Rosa Luxemburgo argumentó que el capitalismo "puro" bajo la forma de reproducción ampliada (véase El capital, tomo II) necesita expandirse constantemente hacia áreas no capitalistas para poder acceder a nuevas fuentes de suministro, mercados de plusvalía y reservas de mano de obra, es decir, los países coloniales y semicoloniales. Esta expansión era indispensable para la supervivencia del sistema, si no el sistema colapsaría, ya que sería incapaz de realizar plenamente el plusvalor. Esta expansión, cada vez más violentas, agudizarían las contradicciones internas del sistema preparando así su derrocamiento revolucionario
Según Luxemburgo, Karl Marx había cometido un error en El capital en el sentido de que el proletariado no podía permitirse el lujo de comprar las mercancías que producía y, por lo tanto, según sus propios criterios, era imposible para los capitalistas obtener ganancias en un sistema capitalista cerrado, ya que la demanda de las mercancías serían demasiado bajas y, por lo tanto, gran parte del valor de las mercancías no podría transformarse en dinero. Por lo tanto, según Luxemburgo, los capitalistas buscaban obtener ganancias descargando excedentes de mercancías en economías no capitalistas, de ahí el fenómeno del imperialismo cuando los estados capitalistas buscaban dominar las economías más débiles. Sin embargo, esto condujo a la destrucción de las economías no capitalistas a medida que fueron absorbidas cada vez más por el sistema capitalista. Sin embargo, con la destrucción de las economías no capitalistas, no habría más mercados donde descargar los excedentes de mercancías y el capitalismo colapsaría.

## Recepción
La acumulación del capital fue duramente criticada tanto por economistas marxistas como por economistas no marxistas, con el argumento de que su lógica era circular al proclamar la imposibilidad de obtener ganancias en un sistema capitalista cercano, y que su teoría "subconsumista" era demasiado cruda. Nikolái Bujarin criticó a Rosa de "economicismo". Sin embargo, fue elogiada por el destacado teórico marxista György Lukács, quien vio su trabajo como una continuación natural de la teoría marxista verdaderamente en el espíritu de Marx, y también condenó a quienes la critican, calificándolos de burgueses y revisionistas. También Ernest Mandel discutió en El capitalismo tardío las fortalezas y debilidades de la obra de Luxemburgo.